# По реда на изчезване
„По реда на изчезване“ (на норвежки: Kraftidioten) е норвежко-датско-шведски филм от 2014 година, криминална екшън комедия на режисьора Ханс Петер Моланд по сценарий на Ким Фупц Акесон.
В центъра на сюжета е шофьор на снегорин в норвежката провинция, който се опитва да отмъсти за смъртта на сина си, убит от местни трафиканти на наркотици, предизвиквайки гангстерска война между тях и конкурентна сръбска банда. Главните роли се изпълняват от Стелан Скарсгорд, Пол Свере Хаген, Бруно Ганц, Бригите Йорт Сьоренсен.
„По реда на изчезване“ е номиниран за наградата „Златна мечка“.